# Edy Ruimveld
Edy Ruimveld, ook wel Eddie Ruimveld, is een Surinaams voormalig militair en minister.

## Biografie
Edi Ruimveld had aan het begin van het militaire regime (1980-1987) uitgebreide militaire ervaring opgebouwd in Suriname, Nederland en Nieuw-Guinea en werkte in de militaire welzijnszorg. Hij had op dat moment de rang van kapitein in het Nationale Leger en eind 1982 van majoor.
Hij trad op 1 juni 1980 aan als minister van Leger en Politie in het kabinet-Chin A Sen I, het eerste kabinet dat sinds de Sergeantencoup was aangetreden. Hij volgde Michel van Rey op die enkele maanden het ministerschap had uitgeoefend en door de militairen werd ontslagen met de beschuldiging op solotoer te zijn gaan. Bij het aantreden van het kabinet-Chin A Sen II op 15 augustus 1980 werd hij opgevolgd door André Haakmat. Zelf keerde hij terug als onderminister. Op 29 april 1981 stapten hij, nog een onderminister en twee ministers op uit het kabinet.
's Ochtends op 9 december 1982 waren de Decembermoorden net gebeurd. In het moratorium lagen de lichamen van de vijftien slachtoffers. Ruimveld kreeg de opdracht om de families de boodschap te brengen dat ze tijdens een vluchtpoging zouden zijn omgekomen.
Medio 1986 werden verschillende militairen verwijderd uit het Militaire Gezag. Tijdens deze zuiveringsactie werd Paul Bhagwandas als bataljonscommandant vervangen door Eddy Ruimveld.